# Limbo lunar

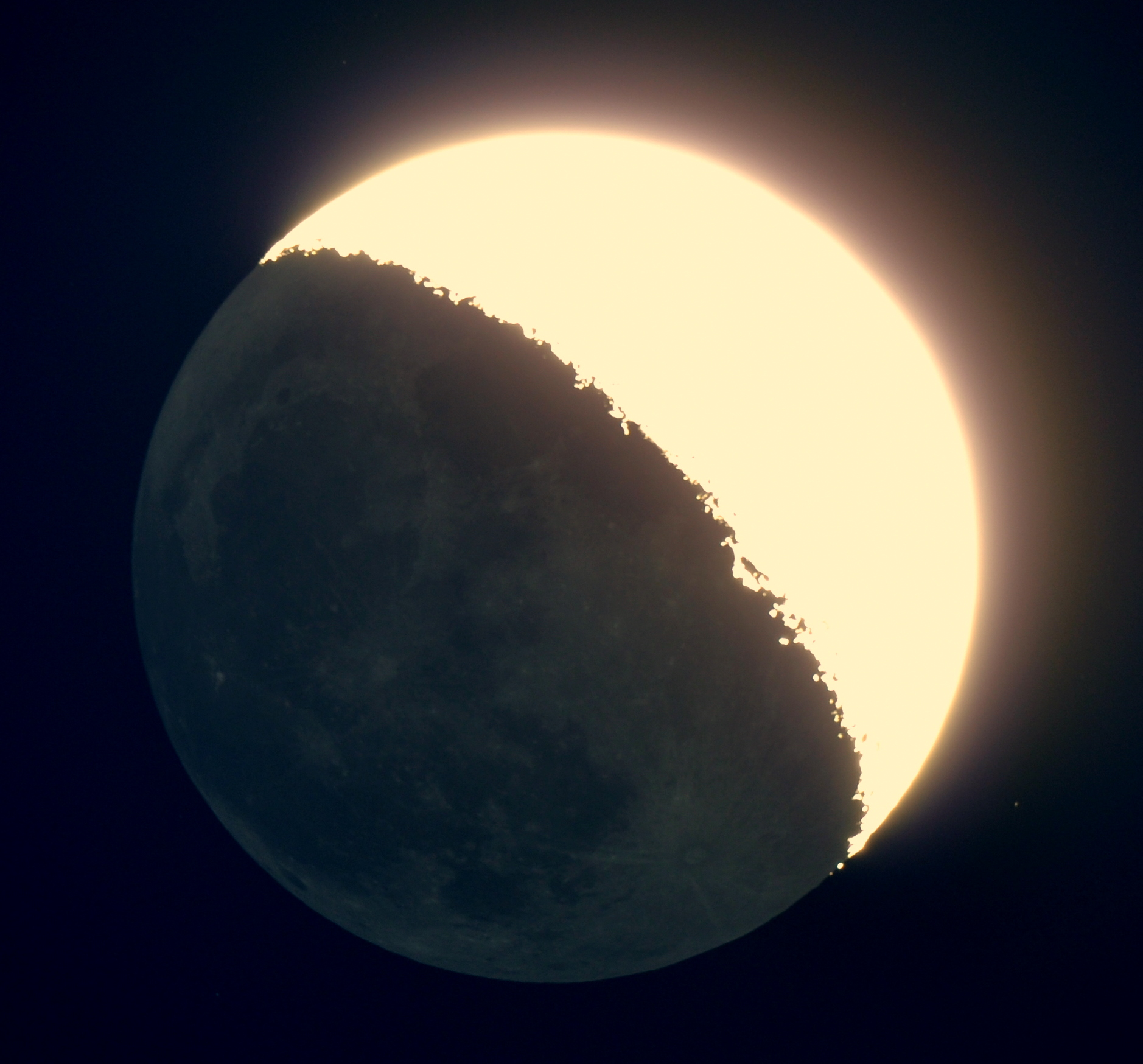
Dos contrastes de luminosidad del disco lunar en fase de cuarto creciente, sobreexpuestos para mostrar el brillo de la tierra

El limbo lunar es el borde de la superficie visible (disco) de la Luna visto desde la Tierra. La Libración de la Luna, con su superficie irregular, provoca pequeños cambios en su perfil; esto complica la tarea de calcular con precisión los tiempos y la duración de los eclipses. Sin embargo, los datos de la cartografía de la superficie lunar permiten a los astrónomos predecir el perfil lunar para cualquier momento con un alto grado de certeza. La irregularidad del limbo lunar es la causa de las perlas de Baily, que son rayos colimados de luz solar que brillan en algunos lugares mientras que en otros no durante un eclipse solar.
El contraste del disco lunar, brillantemente iluminado por la luz directa del sol, contra un cielo nocturno negro lo convierte en un objetivo popular cuando se prueban las ópticas de los telescopios (incluidos los binoculares).